# Meristomeringella jamesi
Meristomeringella jamesi är en tvåvingeart som beskrevs av Lindner 1965. Meristomeringella jamesi ingår i släktet Meristomeringella och familjen vapenflugor.
Artens utbredningsområde är Sudan. Inga underarter finns listade i Catalogue of Life.